# Veronica Vanoza
Veronica Vanoza (Praga, 23 de enero de 1982) es una actriz pornográfica retirada checa.

## Biografía
Nació con el nombre de Veronika Bittnerova en enero de 1982 en Praga. No se sabe mucho de su vida antes de 2001, año en que, a sus 19 años, entra en la industria pornográfica.
A partir de su debut, ha realizado principalmente películas de temática heterosexual, aunque su repertorio es amplio y versátil, apareciendo en películas de temática lésbica, hardcore y de masturbación.
Como actriz, ha trabajado para productoras como Evil Angel, 21Sextury, Hustler, Adam & Eve, Elegant Angel, Private, Devil's Film, New Sensations, Red Light District, Mile High o Bangbros.
En 2004 hizo un pequeño cameo en la película Eurotrip, donde coincidió con su compatriota Anetta Keys.
Algunas películas de su filmografía son Superfuckers 20, 110 % Natural 7, Big Boob P.O.V., Gangland 52, North Pole 46, Private Movies 27 - Andromeda 121 o Squirt On My Black Cock 6.
Decidió retirarse en 2013, habiendo aparecido en más de 140 películas, entre escenas en producciones originales y compilaciones.